# Port lotniczy Jõhvi
Port lotniczy Jõhvi – lotnisko znajdujące się w mieście Jõhvi (Estonia). Obsługuje połączenia krajowe.